# Adelheid Page-Schwerzmann

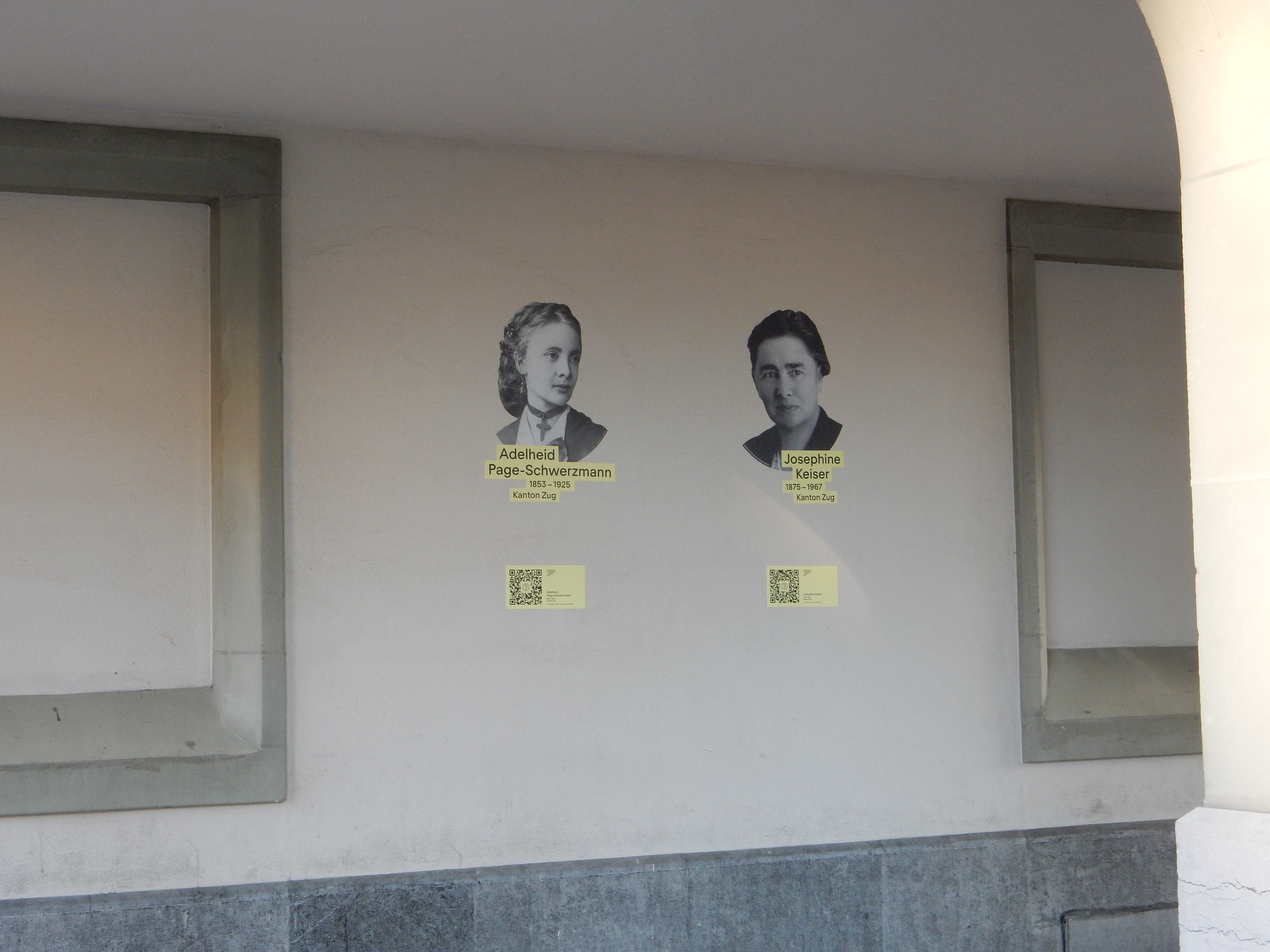
Adelheid Page-Schwerzmann, links (hommage2021.ch)

Adelheid Page-Schwerzmann (* 20. August 1853 in Zug ZG; † 15. September 1925 in Cham ZG) war eine Schweizer Philanthropin und Mäzenin.

## Leben und Wirken

### Herkunft und Ausbildung
Adelheid Schwerzmann wurde als fünfte Tochter in das gutbürgerliche Haus von Glashändler und Reiseführer Karl Kaspar Schwerzmann und seiner Frau Agatha Weiss geboren. Mit vier Jahren verlor sie, damals noch «Heidi» genannt, ihren Vater und wuchs fortan als Halbwaise auf. Standesgemäss besuchte sie die Mädchenschule in Kloster Maria Opferung in Zug und kam mit 16 Jahren in eine höhere Töchterschule in Vevey. Früh interessierte sie sich für Kunst und Kultur und lernte verschiedene Fremdsprachen.

### Ehe mit George Ham Page
1875 lernte Adelheid Schwerzmann ihren zukünftigen Ehemann George Ham Page, der 1866 die Leitung der ein Jahr davor gegründeten Anglo-Swiss Condensed Milk Company in Cham ZG übernahm, bei einem Fasnachtsball kennen. Noch im gleichen Jahr heirateten die beiden, im Jahr darauf zogen sie in eines der Kolonialstilhäuser ein. 1877 kam ihr einziger Sohn Fred zur Welt. Im Zuge von dessen Studium verbrachte Adelheid Page-Schwerzmann mehrere Jahre in New York und Paris. Ihr Ehemann verstarb im Jahre 1899; sie überlebte den 17 Jahre älteren Grossunternehmer um 26 Jahre. Nach dem Tod ihres Mannes übernahm sie die Leitung des Unternehmens, entschloss sich jedoch dagegen, die Firma auf Dauer zu führen und bereitete die Anglo-Swiss Condensed Milk Company für eine Fusion vor.

### Schloss St. Andreas in Cham
1902 kaufte sie mit ihrem Sohn die Schlossliegenschaft auf der Halbinsel St. Andreas und liess sie vom Zuger Architekten Dagobert Keiser von 1903 bis 1907 umgestalten. Zum Zeitpunkt des Erwerbs befand sich das Schloss in einem desolaten Zustand.

### Sanatorium «Adelheid» und Kinderheim «Heimeli»
Aufgrund ihrer eigenen Erkrankung setzte sie sich besonders im Kampf gegen Tuberkulose ein. Sie begründete 1912 die Zuger Tuberkulose-Heilstätte Adelheid in Unterägeri, die sie der Gemeinnützigen Gesellschaft des Kantons Zug vermachte, und 1918 die Kinder-Heilstätte «Heimeli».
Sie galt als Philanthropin mit Sinn für Kunst, war auch Kunstmäzenin.

## Ehrungen
Ihre Wohngemeinde Cham ernannte sie 1921 zur Ehrenbürgerin.